# Karen Webb

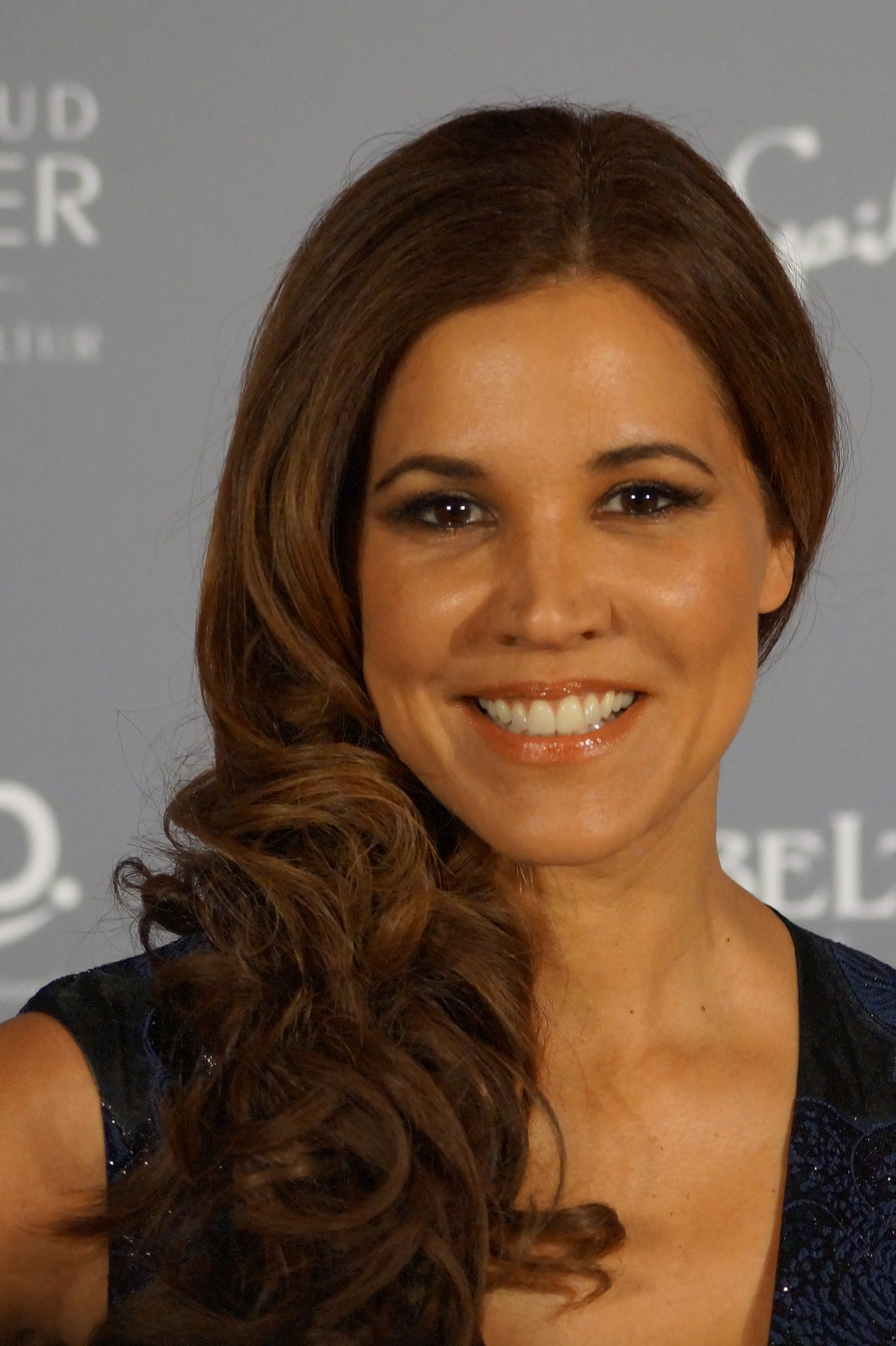
Karen Webb beim Gloria – Deutscher Kosmetikpreis 2015, Düsseldorf

Karen Webb (* 21. September 1971 in London) ist eine deutsch-britische Fernsehmoderatorin und Medientrainerin.

## Leben
Karen Webb wurde als Tochter einer deutschen Mutter und eines britisch-indischen Vaters in London geboren. Die Familie zog 1975 nach Nürnberg. Mit 17 Jahren bekam sie ein einjähriges Stipendium für die USA. Sie besuchte eine High School und ein College in Bakersfield, Kalifornien und nahm Schauspielunterricht. Zurück in Deutschland absolvierte sie 1992 das Abitur, um anschließend Betriebswirtschaftslehre an der Friedrich-Alexander-Universität Erlangen-Nürnberg zu studieren. Von 2003 bis 2009 studierte sie parallel zu ihrer Arbeit Politikwissenschaft an der Fernuniversität in Hagen und schloss mit dem Bachelor ab, um dann den Master in Soziologie zu erlangen.

## Berufliches
Karen Webb arbeitet als Moderatorin fürs Fernsehen, moderiert zudem seit 20 Jahren regelmäßig Veranstaltungen, Messen und internationale Galas in deutscher und englischer Sprache. Seit 2010 arbeitet sie als Medientrainerin und coacht Führungskräfte im Bereich Kamera-, Präsentations-, und Interviewtraining. Erste Erfahrungen in der Medienbranche sammelte sie bei Franken Fernsehen in Erlangen sowie beim Radiosender Antenne Bayern in München. Ab 1998 moderierte sie bei Sat.1 die Sendungen 17:30, Planetopia und das Sat.1-Frühstücksfernsehen.
Sie gehörte seit 2003 zu den Moderatorinnen des ZDF-Frauenmagazins ML Mona Lisa. Am 28. Januar 2007 verabschiedete sie sich von den Mona-Lisa-Zuschauern und übernahm ab dem 5. Februar 2007 die Hauptmoderation des Boulevardmagazins Leute heute, die am 29. September 2023 wegen Umstrukturierungen des ZDF-Programms letztmalig lief, als Nachfolgerin von Nina Ruge. Diese Sendung hatte sie in den vergangenen Jahren bereits unregelmäßig moderiert. Webb moderiert für das ZDF u. a. jedes Jahr von der Oscarverleihung in Los Angeles, und sie trifft internationale Stars auf der Filmbiennale in Venedig und der Modewoche in Paris. Darüber hinaus wird sie im ZDF im Rahmen der Berichterstattung über Adelshäuser als Moderatorin eingesetzt. Sie war unter anderem als ZDF-Royal-Augenzeugin dabei, als Kate und William sich in London das Ja-Wort gaben. Dazu moderierte sie am 7. Juli 2009 im ZDF sowie in ZDFinfo ein ZDF spezial anlässlich zum Abschied des King of Pop Michael Jackson.
Am 28. September 2007 moderierte sie auf dem CSU-Parteitag den Festabend zur Feier von Edmund Stoibers 66. Geburtstag.
Karen Webb ist Autorin des Ratgeber-Buches Charmant in jeder Lebenslage. Sie hat darüber hinaus ein Kochbuch namens Heute gibt’s indisch geschrieben, in dem sie Familienrezepte veröffentlicht. Sie ist seit 2010 Lehrbeauftragte der Universität München am Institut für Kommunikationswissenschaft und Medienforschung. Webb hält im Bereich Praxis des Journalismus scheinpflichtige Vorlesungen. Sie unterrichtet an der ascenso-Akademie in Palma: Moderation, Auftritt, Präsentation sowie Medien- und Kommunikation.

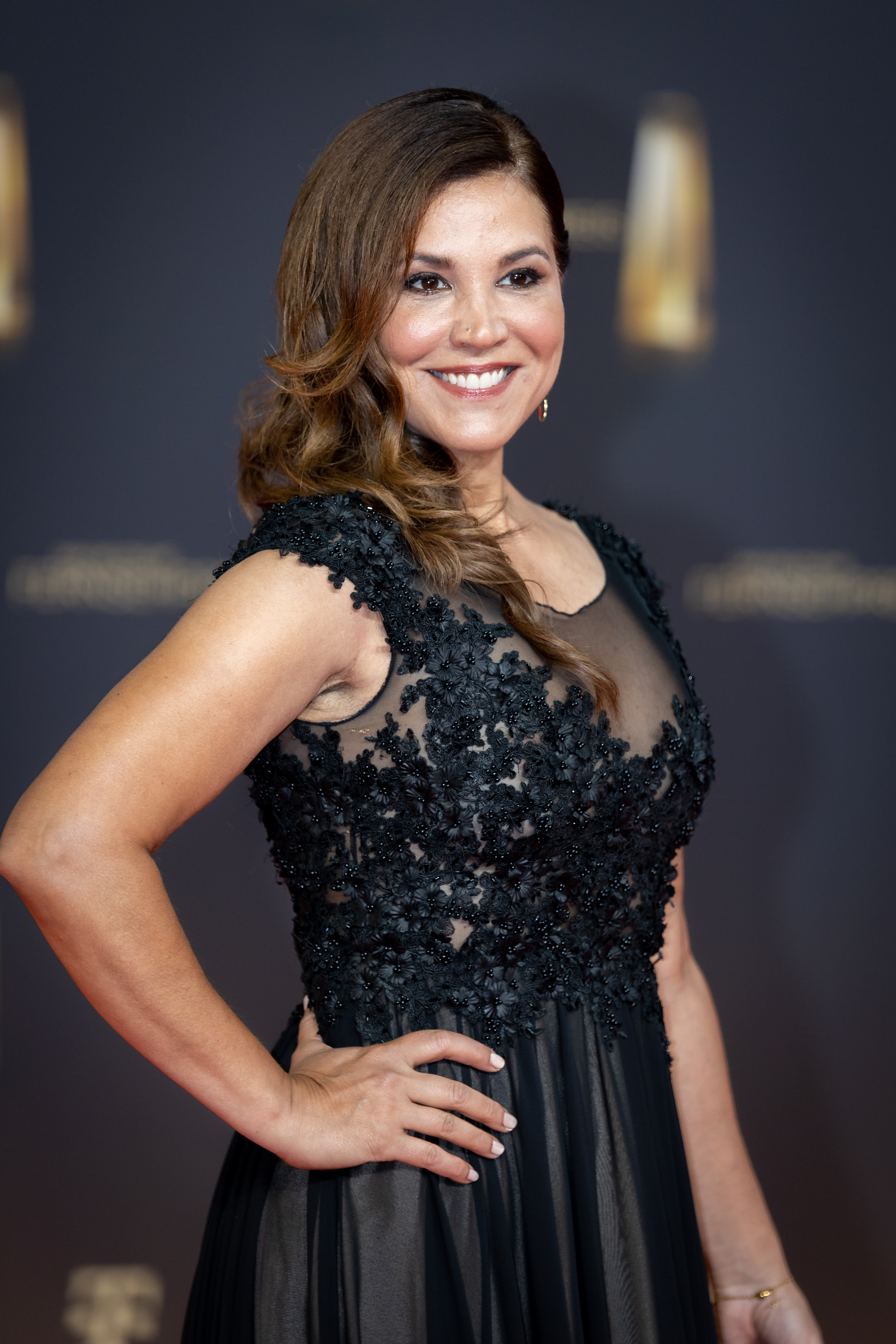
Karen Webb beim Deutschen Fernsehpreis 2022